# Berka vor dem Hainich
Pour les articles homonymes, voir Berka.
Berka vor dem Hainich est une commune allemande de l'arrondissement de Wartburg, Land de Thuringe.

## Géographie
Berka se situe au sud-est du parc national de Hainich.
|          | Bischofroda           | Mülverstedt |
| Eisenach | Berka vor dem Hainich |             |
|          | Hörselberg-Hainich    |             |

## Histoire
Berka est mentionné pour la première fois en 1035 dans un document de l'abbaye de Fulda, notamment pour son château-fort.
Les paysans de Berka prennent les armes en 1525 au cours de la guerre des paysans. La peste et la guerre de Trente Ans font de lourdes pertes, plus de la moitié de la population du village meurt alors.
En 1815, l'occupation napoléonienne crée une famine à Berka. En 1838, le village a 650 habitants, pour la plupart dans le dénuement. Près de 120 émigrent en Amérique.